# コトメンフーズ
株式会社NPGコトメンフーズ（エヌピージーコトメンフーズ、旧琴似製麺株式会社(ことにせいめん)）は、北海道小樽市に本社を置く製麺メーカー。略称はコトメン。ナチュラルパートナーグループ。
札幌市を代表する製麺メーカーの一つ。商号の由来は、北海道札幌市琴似にて会社を設立したことによる。

## 沿革
- 1948年12月 - 夕張市に前身となる清水製麺を創業。
- 1963年 - 北海道札幌市琴似二十四軒に移転。
- 1969年 - 琴似製麺株式会社を設立。
- 1981年 - 北海道札幌市西区発寒に移転。
- 1990年 - 札幌圏のコンビニエンスストア（ローソン）の調理麺の取り扱い開始。
- 2014年 - 社名を株式会社コトメンフーズに改称。
- 2015年 - 北海道小樽市銭函に所在する銭函工業団地に移転。[1]。
- 2017年 - 株式会社NPGコトメンフーズに社名変更

## 主要製品
- ラーメン・そば・うどん
- 調理麺
  - ラーメン
  - 割子そば
  - ぶっかけ（そば・うどん）
  - 温（そば・うどん）
  - 冷やし中華
  - パスタ（スパゲッティ・生パスタ）
  - 焼きそば・袋入り焼きそば
  - 焼きうどん

## 事業所
本社・工場
- 北海道小樽市銭函3-263-7

## メディア
- おにぎりあたためますか（北海道テレビ放送） - ローソンが主要スポンサーのテレビ番組ということもあり、コラボレート企画を展開。